# Mansfeld Péter
| Mansfeld Péter                            | Mansfeld Péter                                                               |
| Kattints az alábbi külső linkek egyikére! | Kattints az alábbi külső linkek egyikére!                                    |
| ----------------------------------------- | ---------------------------------------------------------------------------- |
| Nem található szabad kép.(?)              |                                                                              |
| külső link · jogvédett                    | Mansfeld Péter: egy magyarországi német mártír. zentrum.hu 2015. október 22. |

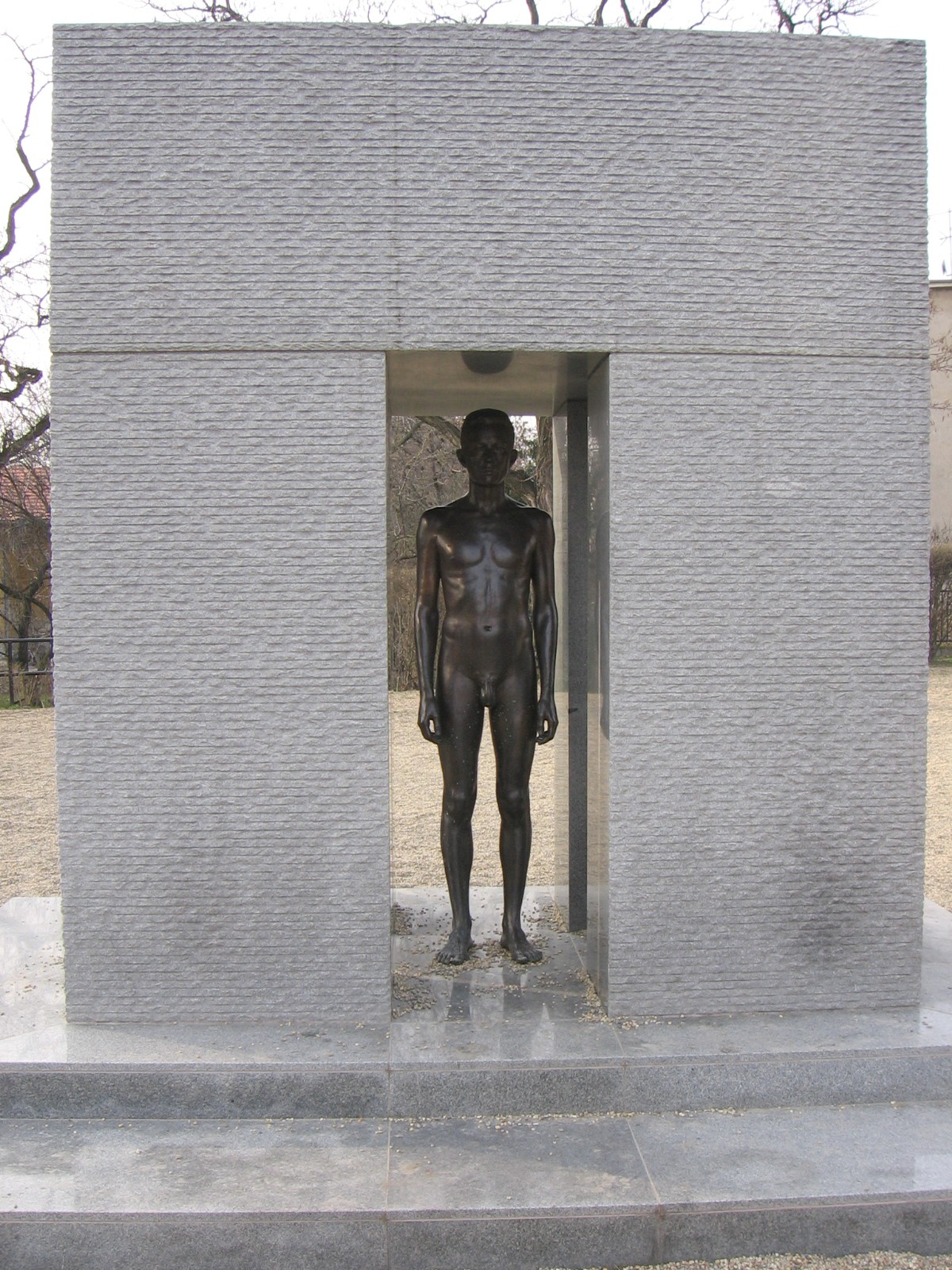
Mansfeld Péter emlékműve Budapest II. ker., Veronika park (Menasági Péter munkája)

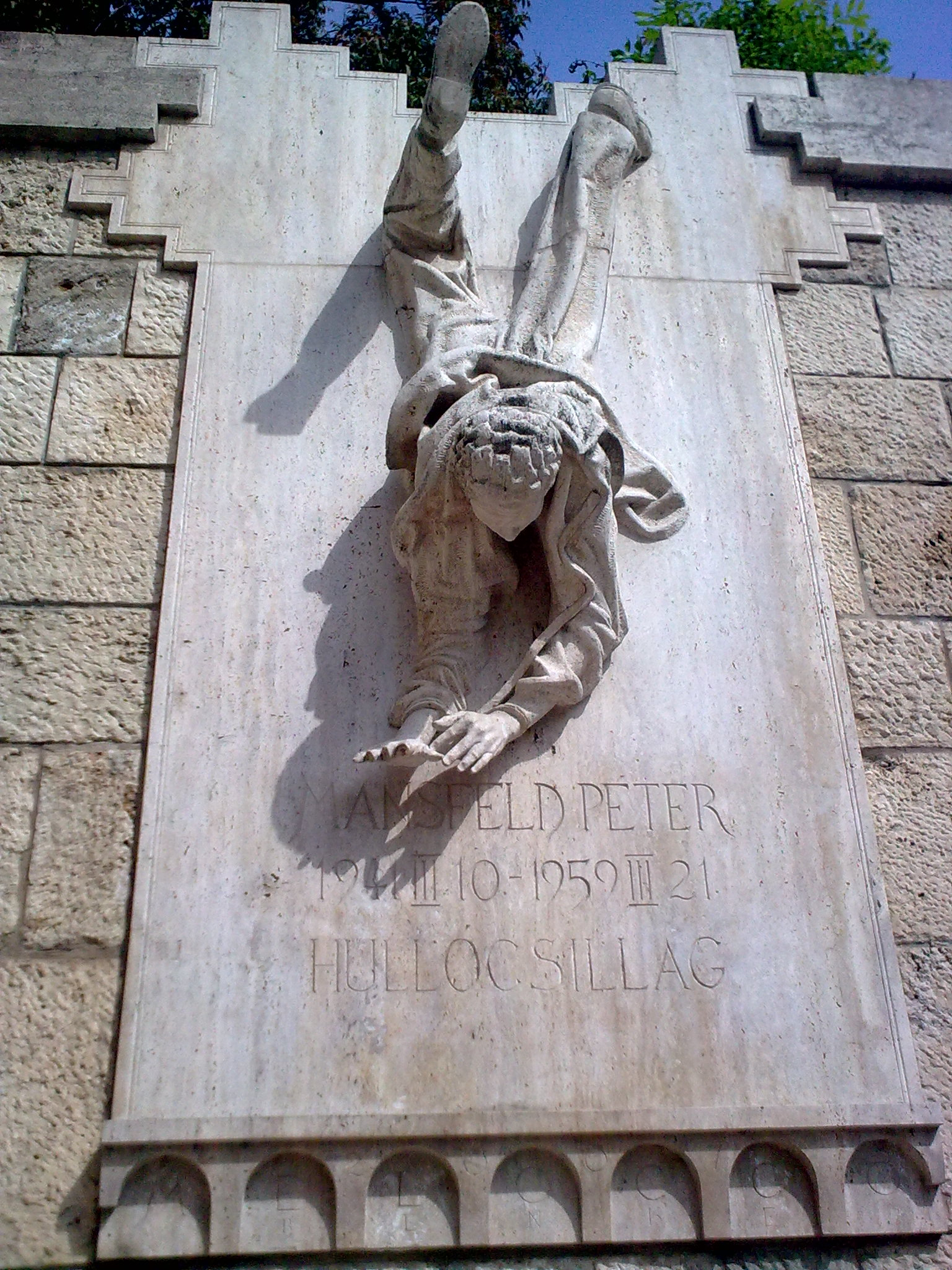
Hullócsillag – Melocco Miklós 2007-es alkotása a Szabó Ilonka utcában, (Budapest I. ker.)

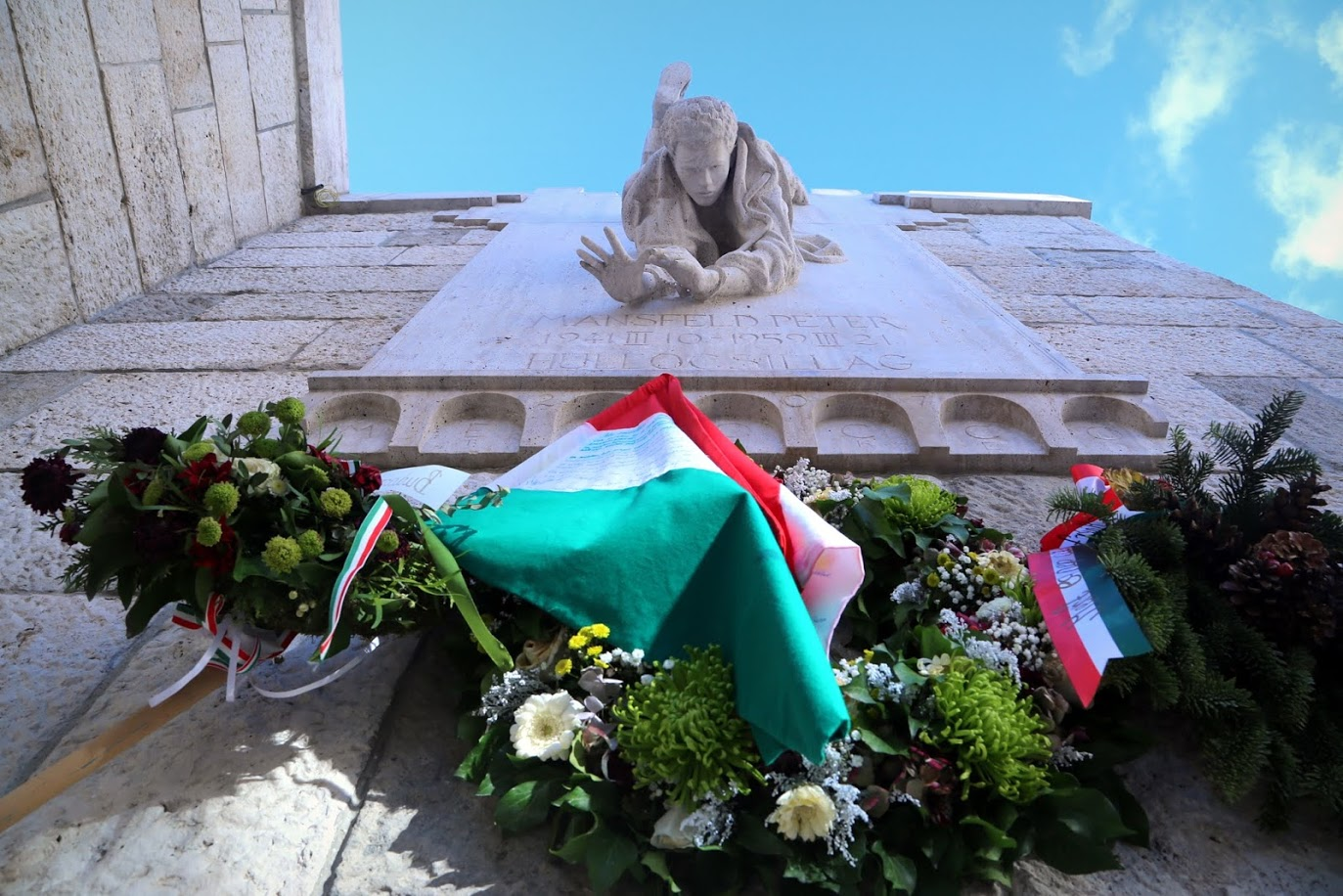
Mansfeld Péter Hullócsillag c. domborműve alulról

Mansfeld Péter (Budapest, 1941. március 10. – Budapest, 1959. március 21.) vasesztergályos szakmunkástanuló, az 1956-os forradalmat követő megtorlások legfiatalabb áldozata. A „pesti srácok” egyikeként a Széna téri harcokban vett részt, a forradalom mártírja, bár halálos ítéletét későbbi tevékenységéért, „kétrendbeli gyilkosságra szövetkezés” miatt kapta. Személyét a kommunista rezsim annak a propagandának az erősítésére használta fel, amely a forradalmat köztörvényes bűnözők lázadásaként állította be. Lázadó magatartásával a végletekig maga ellen fordította a hatalom kommunista képviselőit. 1957-ben sorra születtek meg az 1956-os forradalom utáni megtorlást megalapozó jogszabályok, amelyek megerősítették a fiatalkorúakra kiszabható halálos ítéletek lehetőségét.
Elvtársak! Mi a Magyar Népköztársaság bírái vagyunk, a proletárdiktatúra bírái, akiknek az a kötelességük, hogy a proletariátus államát erősítsék és annak minden ellenségét, aki a proletárforradalomra kezet emel, kíméletlenül megsemmisítsük
Életsorsának feldolgozása máig sem lezárt folyamat.

## Élete a börtönig

### A forradalomig
Négyéves korában családja felnőtt férfi tagjait a bevonuló szovjet hadsereg kényszermunkára („málenkij robotra”) vitte. Nagyapja nem tért vissza. Apja, Mansfeld József magánfodrász volt, anyja ugyanitt segédként dolgozott 1946-ig. Apja italozása hozzájárult, hogy 1951-ben a szülők különváltak, 1953-ban hivatalosan is elváltak. Nővérével és öccsével együtt édesanyjuknál maradt. A Medve utcai általános iskola elvégzése után a csepeli Rákosi Mátyás Tanintézetben lett esztergályos ipari tanuló, jó eredményekkel. 1956-ban a MÁVAG-hoz helyezték.
A forradalom idején a Szabó János ("Szabó bácsi") vezette Széna téri ellenálló csoporthoz csatlakozott. Először el akarták küldeni, mert túl fiatalnak találták, aztán mégis ő lett a csoport egyik gépkocsis összekötője, bár jogosítványa életkorából adódóan nem volt.
November 4-e estéig maradt az ellenállókkal. Ezután fegyvereket gyűjtött össze (egy részüket Piros László volt belügyminiszter villájából), hogy elrejtse és újra elővegye őket, ha ismét kitör a forradalom.

### A börtönig
1957-ben a MOM gyárba helyezték. A későbbi perirat szerint:[forrás?]
A következő két évben az illegalitás világában élt, kisebb bűncselekmények sorozatát hajtva végre. A MOM-ból és előző munkahelyéről szerszámokat, egyéb tárgyakat tulajdonított el. Később Zachorecz József nevű barátjával folytatták a lopásokat. Egy autó ellopását követően október 4-én elfogták, de megszökött a rendőrségről. Újabb lopások, majd három és fél hónapos vizsgálati fogság következett. Valószínűleg a börtönélmények hatására lett a kommunista rendszer elszánt ellensége. 1958. január 29-én egy év börtönre ítélték, de a büntetést három évre felfüggesztették.
Február 15-én három évvel idősebb barátjával, Blaski Józseffel elhatározták, hogy együtt kezdenek akciókba. Lopott autókkal végrehajtott, fegyveres rablótámadásokkal akartak pénzt szerezni. Később csatlakozott hozzájuk Mansfeld másik barátja, Bóna Rezső segédmunkás, az ő barátja, Furka László ipari tanuló és a Mansfeldnél két évvel fiatalabb tanuló, Egei Attila. A vezéregyéniségek Blaski és Mansfeld voltak.

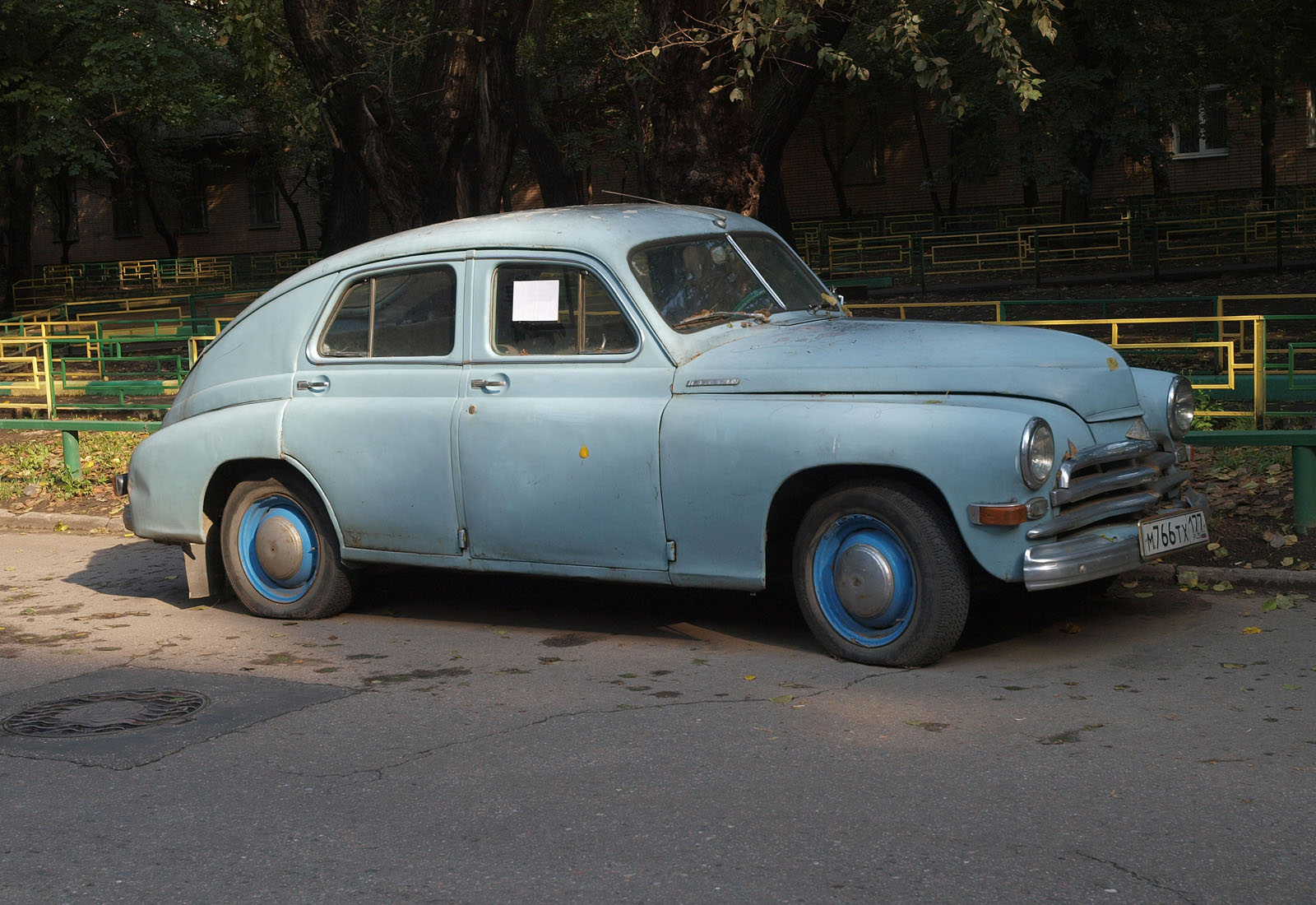
Pobjeda gépkocsi

Az öt fiú alkotta a csoportot, mely röplapok terjesztését tervezte és azt, hogy rendőröktől, munkásőröktől elvett fegyverekkel segítenek újraéleszteni a forradalmat. Legnagyobb „akciójuk” az osztrák követség épülete előtt álló rendőr törzsőrmester, Vekerdi Elek kétgyermekes apa elrablása volt. Betuszkolták az „autójukba” és elvették az igazolványait. A későbbi fő vád ellenük az volt, hogy Vekerdi, illetve Mansfeld volt cellatársa, Kalló József feleségének megölését tervezték, mert az asszony 1956-os fényképek gyűjtéséért feljelentette a férjét. Egyiket sem hajtották végre, viszont hamarosan elfogták őket, miután (valóban) sikertelenül próbáltak meg ellopni egy Pobjeda gépkocsit a Mártírok útjánál.
Blaskit, bár neki is volt ’56-os múltja, a politika kevéssé érdekelte, ahogy Furkát sem; Bóna a forradalom után is terjesztett röplapokat, Mansfeldet azonban a rezsimmel szembeni ellenállás és a forradalom újraélesztésének vágya hajtotta. Ennek ellenére mégis Blaski neve fémjelezte azt a pert, amelyben Mátsik György ügyész vádbeszédében halálos ítéletet kért Mansfeldre.Első fokon mégsem ítélték halálra csak másodfokon.
A Mansfeld Péter elleni vádak a következők voltak: népi demokratikus államrend vagy népköztársaság elleni szervezkedés és az erre irányuló szövetkezés BHÖ 1 (1, 2), robbanóanyag rejtegetése BHÖ 33 (1), fegyver- és lőszerrejtegetés BHÖ 34 (1), lopás BHÖ 230, 232 (2), gyilkosságra való szövetkezés BHÖ 350, rablás BHÖ 433, hatósági közeg elleni erőszak BHÖ 98 (1), személyes szabadság megsértése BHÖ 379 (1), 34 (3), fogoly szökés BHÖ 218 (1), veszélyeztetés BHÖ 374, lopás BHÖ 422, 427/c, f, 429 (1), 431 (1). Első fokon (tanácsvezető bíró: Guidi Béla) életfogytiglanra, másodfokon (tanácsvezető bíró: Vágó Tibor) halálra ítélték.

## Emlékezete

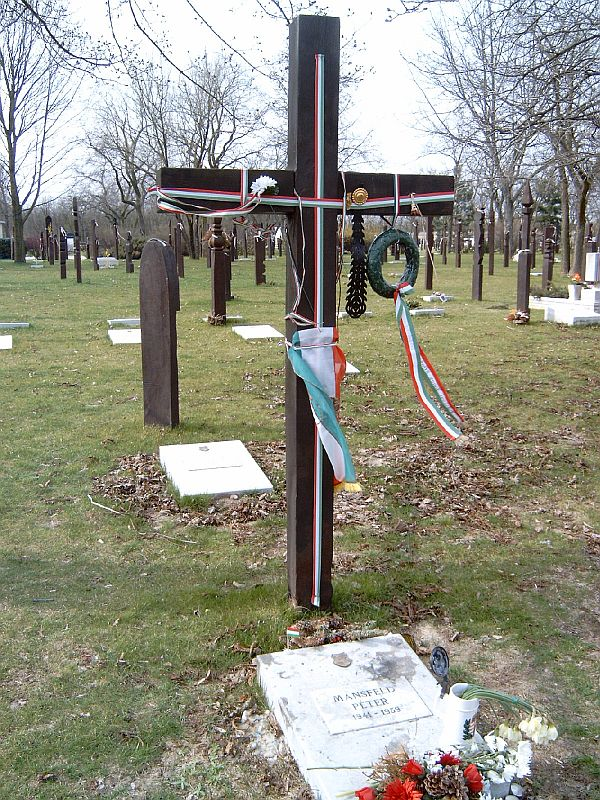
Mansfeld Péter sírja Budapesten. Új köztemető: 301.

- Budapest XVII. kerületében és XXI. kerületében utcát neveztek el róla
- Taksony-ban (Pest megye) szintén utcát neveztek el róla
- Volt iskolájában, az akkor Csepel-Sziget Műszaki Szakközépiskola néven működő intézményben (Budapest, XXI. kerület, ma: BKSZC Weiss Manfréd Technikum, Szakképző Iskola és Kollégium) színháztermet neveztek el róla és emléktáblát helyeztek el, 2008-ban galériát neveztek el róla az iskolában.[11]
- 2004-ben avatták szobrát a Budapest II. kerületi Veronika parkban [12]
- A róla szóló filmet Mansfeld címmel 2006-ban mutatták be (rendező: Szilágyi Andor)
- 2006-ban egy 8 perces animációs film is megjelent róla: Jegyzőkönyv – Mansfeld Péter emlékére (rendező: Szilágyi Varga Zoltán)[13]
- Poznań-ban utcát neveztek el róla
- 2011-ben Csepelen utcát neveztek el róla Németh Szilárd polgármester előterjesztése nyomán.
- 2016-ban a II. kerület posztumusz díszpolgára lett.[14]
- 2019-ben Csepel díszpolgárává nyilvánították.[15]

## A Mansfeld-vita
2003-ban és 2004-ben máig hullámokat vető vitát váltott ki Eörsi László egy tanulmánya (Mítoszok helyett – 1956), amelyet sokan Mansfeld Péter újbóli megbélyegzésének éreztek. Maga Eörsi 2004. május 11-én a Népszabadság online portálon cáfolta, hogy azt állította volna, Mansfeldet lopásokért és más bűncselekményekért ítélték volna halálra: Én ezt írtam: „Meggyőződésem, hogy a kíméletlenség magyarázata nem a vádpontokban rejlik. Azt nem tudták elviselni a bíráskodók, hogy Mansfeld még a teljes reménytelenségében is szembe mert velük szállni. Ezért tűnhetett javíthatatlan, átnevelhetetlen ellenforradalmárnak a szemükben.”
Eörsi azon állítását, amely szerint Mansfeld Pétert nem lehet tudatos forradalmárnak nevezni, többen vitatják.[forrás?]